# Fan (Puyang)
Der Kreis Fan (范县; Pinyin: Fàn Xiàn) ist ein Kreis der bezirksfreien Stadt Puyang in der chinesischen Provinz Henan. Er hat eine Fläche von 590 km² und zählte beim Zensus 2020 447.760 Einwohner.